# Simbolismo en la Revolución Francesa

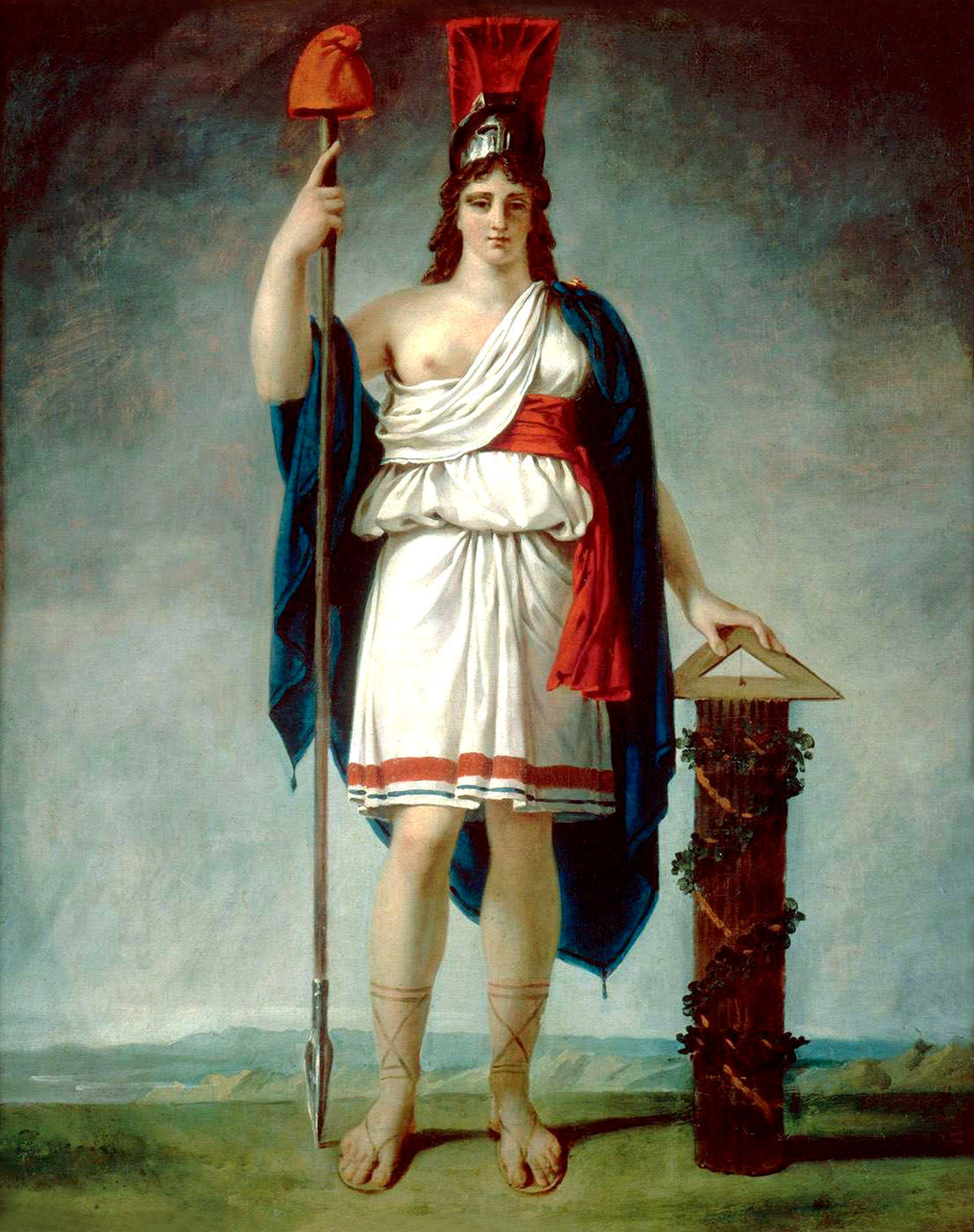
Alegoría de la primera República Francesa de Antoine-Jean Gros

El simbolismo en la Revolución Francesa fue un dispositivo para distinguir y celebrar (o vilificar) las principales características de la Revolución Francesa y asegurar la identificación y el apoyo público. Para ilustrar de manera efectiva las diferencias entre la nueva República y el antiguo régimen, los revolucionarios implementaron nuevos símbolos a ser celebrados en lugar del antiguo simbolismo religioso y monárquico.
Para ello, se tomaron prestados símbolos de culturas históricas y se redefinieron, mientras que los del antiguo régimen fueron destruidos o se les reasignaron características aceptables. Se crearon nuevos símbolos y estilos para separar al nuevo país republicano de la monarquía del pasado. Estos símbolos nuevos y revisados se utilizaron para inculcar en el público un nuevo sentido de tradición y reverencia por la Ilustración y la República. 

## Fasces

El emblema nacional de Francia es un fasces, que representa la justicia.

El fasces, como muchos otros símbolos de la Revolución Francesa, es de origen romano. El fasces es un conjunto de varas de abedul que contienen un hacha de sacrificio. En la época romana, el fasces simbolizaba el poder de los magistrados, representando la unión y el acuerdo con la República romana. La República Francesa continuó utilizando este símbolo romano para representar el poder estatal, la justicia y la unidad. 
Durante la Revolución, la imagen del fasces se utilizó a menudo junto con muchos otros símbolos. Aunque se vio durante toda la Revolución Francesa, quizás la reencarnación francesa más conocida del fasces es el Fasces coronado por un gorro frigio. Esta imagen no muestra un hacha ni un estado central fuerte; más bien, simboliza el poder del pueblo liberado al colocar el Gorro sobre el símbolo clásico del poder. 

## Escarapela tricolor

La escarapela tricolor fue creada en julio de 1789. Se añadió el blanco (el color real) para nacionalizar un diseño azul y rojo anterior.

Las escarapelas fueron ampliamente usadas por los revolucionarios a partir de 1789. Ahora colocaron la escarapela azul y roja de París sobre la escarapela blanca del Antiguo Régimen, produciendo así la escarapela original de Francia .  Más tarde, los colores y estilos distintivos de la escarapela indicarían la facción del usuario, aunque los significados de los distintos estilos no eran completamente consistentes y variaban según la región y el período.
La bandera tricolor deriva de las escarapelas utilizadas en la década de 1790. Se trataba de emblemas circulares con forma de roseta que se sujetaban al sombrero. Camille Desmoulins pidió a sus seguidores que llevaran escarapelas verdes el 12 de julio de 1789. La milicia de París, formada el 13 de julio, adoptó una escarapela azul y roja. El azul y el rojo son los colores tradicionales de París y se utilizan en el escudo de armas de la ciudad. Escarapelas con diferentes combinaciones de colores fueron utilizadas durante la toma de la Bastilla el 14 de julio.  La escarapela azul y roja fue entregada al rey Luis XVI en el Hôtel de Ville el 17 de julio. Lafayette defendió la adición de una franja blanca para "nacionalizar" el diseño.  El 27 de julio se adoptó una escarapela tricolor como parte del uniforme de la Guardia Nacional, la fuerza policial nacional que sucedió a la milicia. 
La Sociedad de Mujeres Republicanas Revolucionarias, un grupo militante de extrema izquierda, exigió en 1793 una ley que obligara a todas las mujeres a llevar la escarapela tricolor para demostrar su lealtad a la República. La ley fue aprobada pero otros grupos de mujeres se opusieron violentamente. Los jacobinos a cargo del gobierno decidieron que las mujeres no tenían cabida en los asuntos públicos y disolvieron todas las organizaciones de mujeres en octubre de 1793. 

## Gorro de la libertad

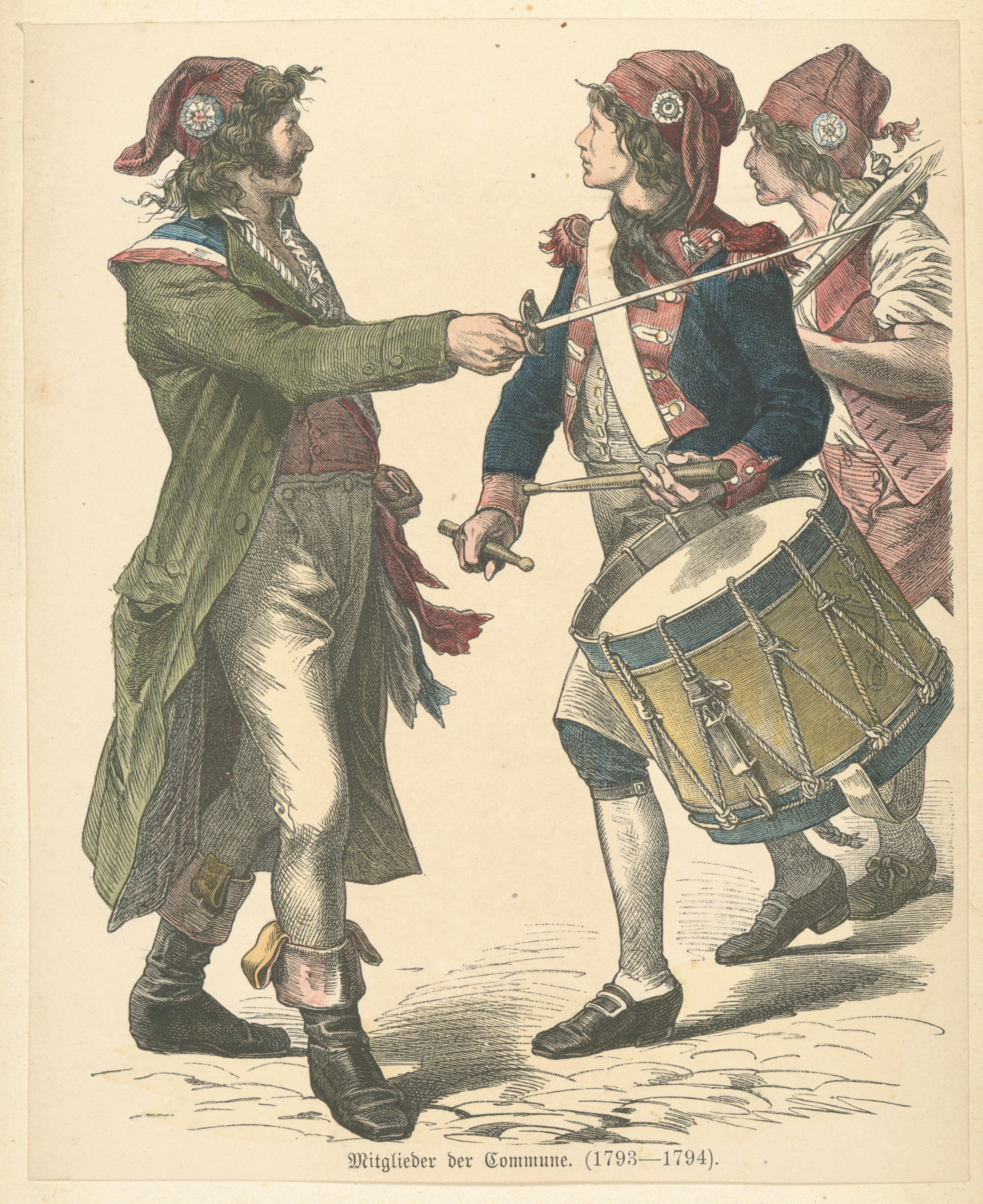
Revolucionarios franceses con gorros frigios y escarapelas tricolores

En la Francia revolucionaria, el gorro o bonnet rouge fue visto por primera vez en público en mayo de 1790, en un festival en Troyes adornando una estatua que representaba a la nación, y en Lyon, en una lanza llevada por la diosa Libertas .  Hasta el día de hoy, el emblema nacional de Francia, Marianne, se muestra con un gorro frigio.  Los gorros a menudo eran tejidos por mujeres conocidas como Tricoteuse, quienes se sentaban junto a la guillotina durante las ejecuciones públicas en París durante la Revolución Francesa y supuestamente continuaban tejiendo entre ejecuciones.
El gorro frigio, también conocido como gorro de la libertad o pileus, es un gorro de fieltro sin ala, de forma cónica y con la punta hacia adelante. El gorro fue usado originalmente por los antiguos romanos, griegos e ilirios  y todavía se usa hoy en día en Albania y Kosovo . El gorro implica efectos ennoblecedores, como se ve en su asociación con Ulises de Homero y los gemelos míticos, Cástor y Pólux . La popularidad del emblema durante la Revolución Francesa se debe en parte a su importancia en la antigua Roma: su uso alude al ritual romano de manumisión de esclavos, en el que un esclavo liberado recibe el gorro como símbolo de su nueva libertad. El tribuno romano Lucio Apuleyo Saturnino incitó a los esclavos a la insurrección exhibiendo un píleos como estandarte. 
El sombrero del píleo suele ser de color rojo. Este tipo de gorra fue usada por los revolucionarios en la toma de la Bastilla. Se convirtió en «el símbolo de la liberación de todas las servidumbres, el signo de la unificación de todos los enemigos del despotismo».

## Ropa

Aquí se representa a Luis XIV vistiendo los tradicionales tacones rojos asociados a su corte. Estos tacones se habían convertido en un símbolo de Luis XIV, de la corte real y de la monarquía en general.

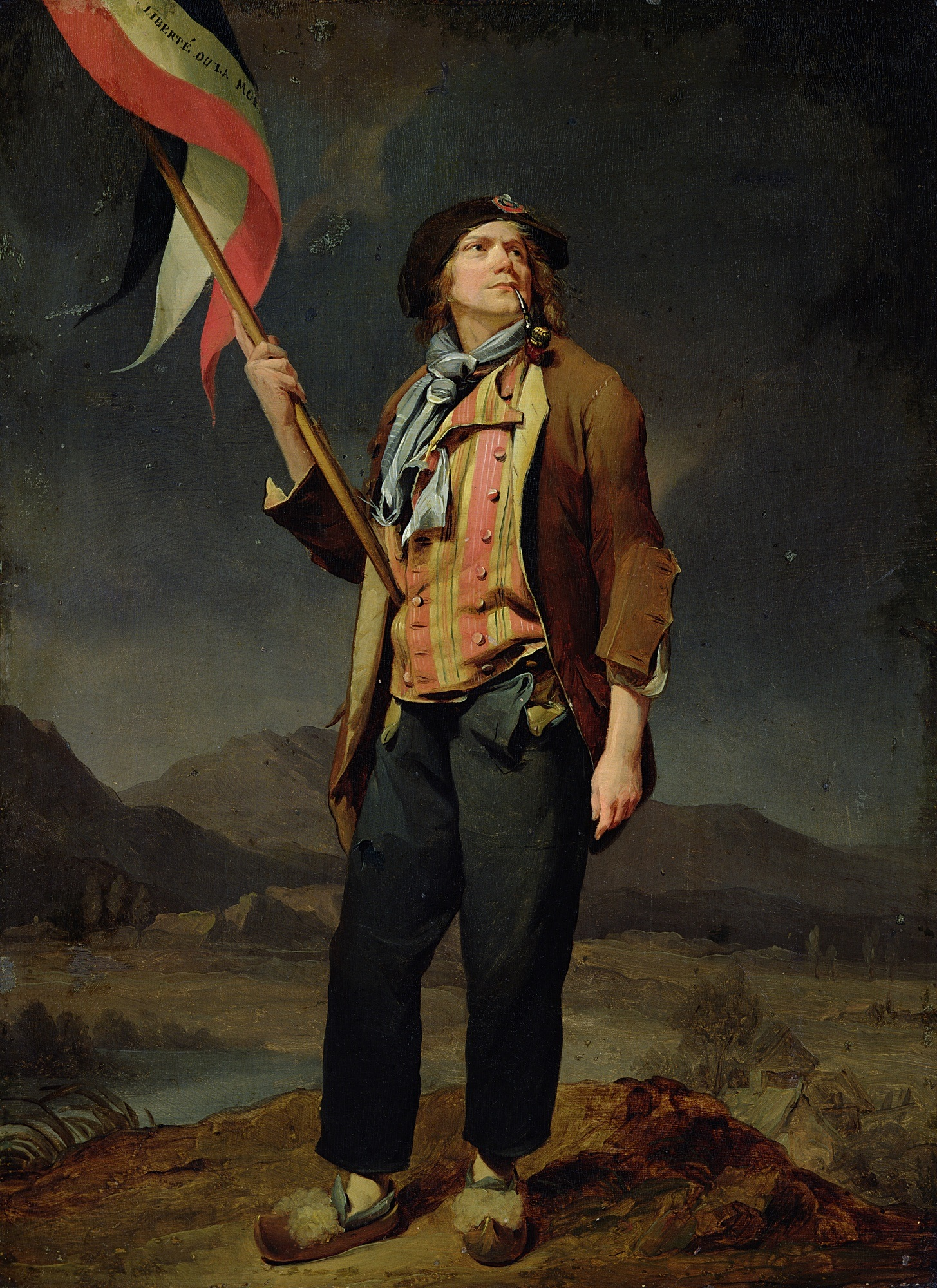
Representación temprana de la bandera tricolor en manos de un sans-culotte durante la Revolución Francesa.

A medida que los radicales y los jacobinos se volvieron más poderosos, surgió una repulsión hacia la moda debido a su extravagancia y su asociación con la realeza y la aristocracia. Fue reemplazada por una especie de «antimoda» para hombres y mujeres que enfatizaba la simplicidad y la modestia. Los hombres vestían ropa sencilla y oscura y el pelo corto, sin empolvar. Durante el Terror de 1794, la vestimenta laboral de los sans-culottes simbolizaba el igualitarismo jacobino. Sans-culotte se traduce literalmente como "sin culottes", refiriéndose a los pantalones largos que usaban los revolucionarios que usaban su vestimenta para distanciarse de la aristocracia francesa, y de la aristocracia en su conjunto, que tradicionalmente habrían usado culotte, o pantalones de seda hasta la rodilla.  Los pantalones largos eran un símbolo del hombre trabajador. La moda y la extravagancia regresaron con el Directorio, 1795-99, con su estilo homónimo; los hombres no volvieron a las costumbres extravagantes.  Otro símbolo de la aristocracia francesa era el tacón alto. Antes de la Revolución Francesa, los tacones altos eran un elemento básico de la moda masculina, usado por aquellos que podían permitírselo para simbolizar un alto estatus social. Luis XIV popularizó y reguló el uso del tacón alto dentro de su corte. El propio rey, junto con muchos de los nobles de su corte, usaban tacones altos rojos, color rojo que se utilizaba para «...demostrar que los nobles no ensuciaban sus zapatos...»  según Philip Mansel. Sin embargo, durante la revolución, estos estilos pasaron de moda para los hombres a medida que la monarquía se volvió cada vez más impopular y las asociaciones con ella se volvieron cada vez más peligrosas. Estas modas también se convirtieron en símbolos de frivolidad, lo que las hizo impopulares para el francés común.

## Árbol de la libertad
El Árbol de la Libertad, adoptado oficialmente en 1792, es un símbolo de la República eterna, la libertad nacional y la revolución política.  Tiene raíces históricas tanto en la Francia revolucionaria como en los Estados Unidos, como símbolo compartido por las dos repúblicas nacientes.  El árbol fue elegido como símbolo de la Revolución Francesa porque simboliza la fertilidad en el folclore francés,  lo que proporcionó una transición sencilla de venerarlo por una razón a otra. Las colonias americanas también utilizaron la idea del Árbol de la Libertad para celebrar sus propios actos de insurrección contra los británicos, empezando por el motín de la Ley del Sello en 1765. 
El motín culminó con el ahorcamiento de las efigies de dos políticos partidarios de la Ley en un gran olmo. El olmo comenzó a ser celebrado como símbolo de la libertad en las colonias americanas.  Fue adoptado como un símbolo que debía vivir y crecer junto con la República. Para tal fin, el árbol se representa como un retoño, generalmente un roble en la interpretación francesa. El Árbol de la Libertad sirve como una celebración constante del espíritu de la libertad política.

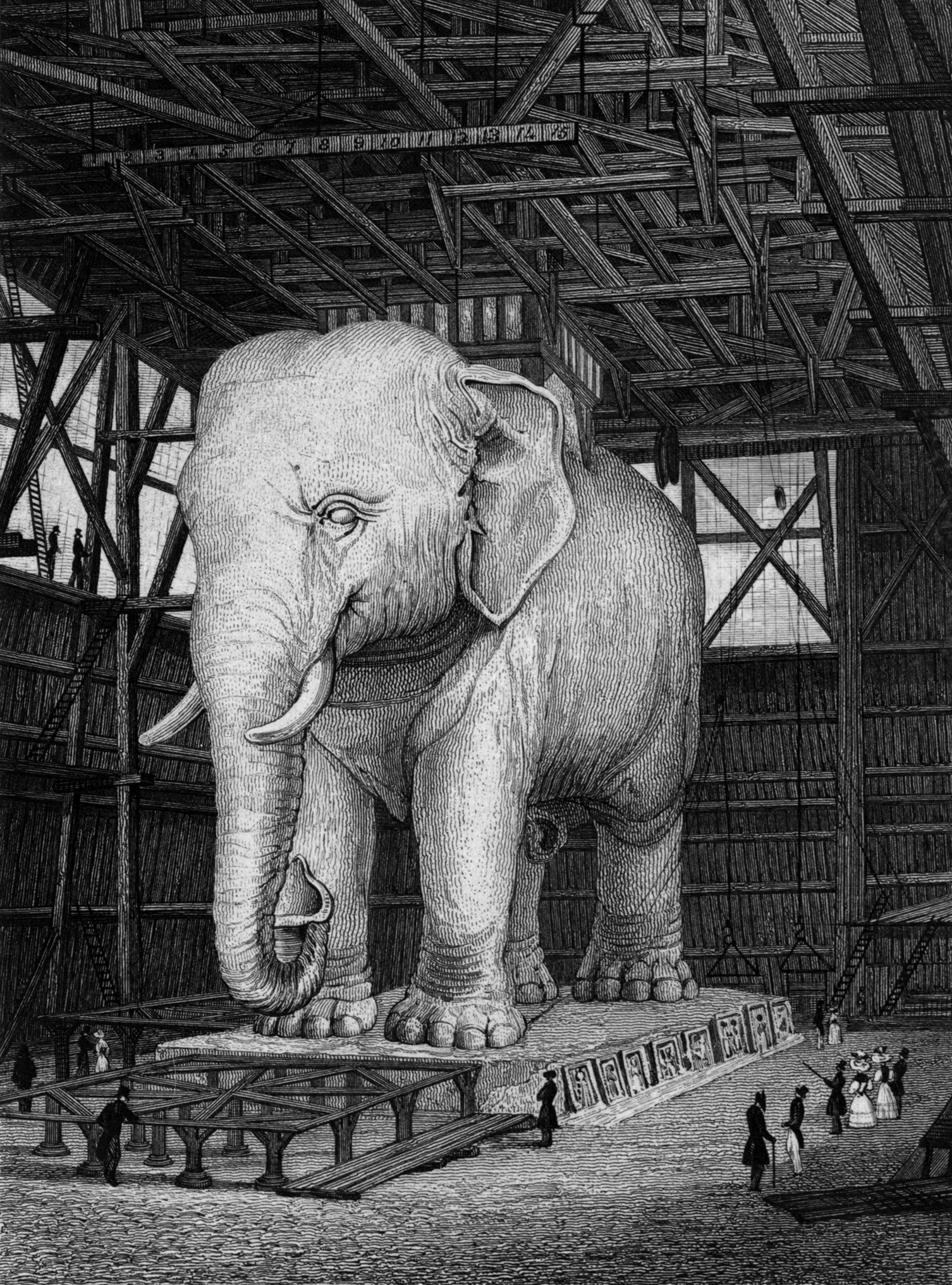
Grabado de 1831 de un modelo de yeso para el propuesto monumento del Elefante de la Bastilla en memoria de la toma de la prisión de la Bastilla.

## El Elefante de la Bastilla y la Columna de Julio
La toma de la Bastilla el 14 de julio de 1789 marcó un momento importante para el pueblo francés. La Bastilla, símbolo destacado del reinado monárquico, sirvió inicialmente como prisión política. Sin embargo, con el tiempo la Bastilla pasó de ser una prisión a albergar principalmente armas, aunque el simbolismo permaneció y el edificio se convirtió en sinónimo de la monarquía francesa y el reinado tiránico.   La caída del monumento provocó la huida de varios nobles de Francia y violentos ataques contra los ricos.  El Elefante de la Bastilla fue erigido para conmemorar la caída de la Bastilla, diseñado por Napoleón como símbolo de sus propias victorias, que había construido con las armas de sus enemigos en la Batalla de Friedland .  El elefante fue demolido en 1846 y reemplazado por la Columna de Julio, que ahora se encuentra en París sobre la base original del elefante. Esta columna fue creada bajo el reinado del rey Luis Felipe I para celebrar la Revolución de julio de 1830 y la instauración de la Monarquía de Julio .

## Hércules
El símbolo de Hércules fue adoptado por primera vez por el Antiguo Régimen para representar a la monarquía.  Hércules era un antiguo héroe griego que simbolizaba la fuerza y el poder. El símbolo se utilizó para representar la autoridad soberana del Rey sobre Francia durante el reinado de los Borbones .  Sin embargo, la monarquía no fue el único poder gobernante en la historia de Francia que utilizó el símbolo de Hércules para declarar su poder.
Durante la Revolución, el símbolo de Hércules fue revivido para representar los ideales revolucionarios nacientes. El primer uso de Hércules como símbolo revolucionario fue durante un festival que celebraba la victoria de la Asamblea Nacional sobre el federalismo el 10 de agosto de 1793.  El "federalismo" fue un movimiento para debilitar el gobierno central.  Este Festival de la Unidad consistió en cuatro estaciones alrededor de París que presentaban símbolos que representaban los principales eventos de la Revolución que encarnaban los ideales revolucionarios de libertad, unidad y poder. 
La estatua de Hércules, colocada en la estación que conmemora la caída de Luis XVI, simboliza el poder del pueblo francés sobre sus antiguos opresores. El pie de la estatua fue colocado sobre la garganta de la Hidra, que representaba la tiranía del federalismo que la nueva República había vencido. En una mano, la estatua sostenía un garrote, símbolo de poder, mientras que en la otra sostenía las fasces que simbolizaban la unidad del pueblo francés. La imagen de Hércules ayudó a la nueva República a establecer su nuevo sistema moral republicano. Hércules pasó así de ser un símbolo de la soberanía del monarca a ser un símbolo de la nueva autoridad soberana en Francia: el pueblo francés. 
Esta transición se realizó fácilmente por dos razones. En primer lugar, debido a que Hércules era una figura mitológica famosa y había sido utilizado anteriormente por la monarquía, los observadores franceses educados lo reconocían fácilmente. No fue necesario que el gobierno revolucionario educara al pueblo francés sobre el origen del símbolo. Además, Hércules recordó la época clásica de los griegos y los romanos, un período que los revolucionarios identificaron con los ideales republicanos y democráticos. Estas connotaciones hicieron que Hércules fuera una elección fácil para representar al nuevo y poderoso pueblo soberano de Francia. 
Durante la fase más radical de la Revolución, de 1793 a 1794, el uso y la representación de Hércules cambiaron. Estos cambios en el símbolo se debieron a que los líderes revolucionarios creían que el símbolo incitaba a la violencia entre los ciudadanos comunes. Las batallas triunfantes de Hércules y la victoria sobre los enemigos de la República pasaron a ser menos prominentes. En las discusiones sobre qué símbolo utilizar para el Sello de la República, se consideró la imagen de Hércules, pero finalmente se descartó en favor de Marianne . 
Hércules estaba en la moneda de la República. Sin embargo, este Hércules no era la misma imagen que la de las fases anteriores al Terror de la Revolución. La nueva imagen de Hércules era más domesticada. Parecía más paternal, más viejo y más sabio que las imágenes guerreras de las primeras etapas de la Revolución Francesa. A diferencia de su estatua de siete metros en el Festival del Ser Supremo, ahora tenía el mismo tamaño que Libertad e Igualdad. 
También el lenguaje de la moneda con Hércules era muy diferente de la retórica de las representaciones prerrevolucionarias. En las monedas se utilizaron las palabras "uniendo Libertad e Igualdad". Esto se opone al lenguaje contundente de la retórica revolucionaria temprana y de la retórica de la monarquía borbónica. En 1798, el Consejo de Ancianos había discutido el cambio "inevitable" de la imagen problemática de Hércules, y Hércules finalmente fue reemplazado por una imagen aún más dócil. 

## La Marsellesa

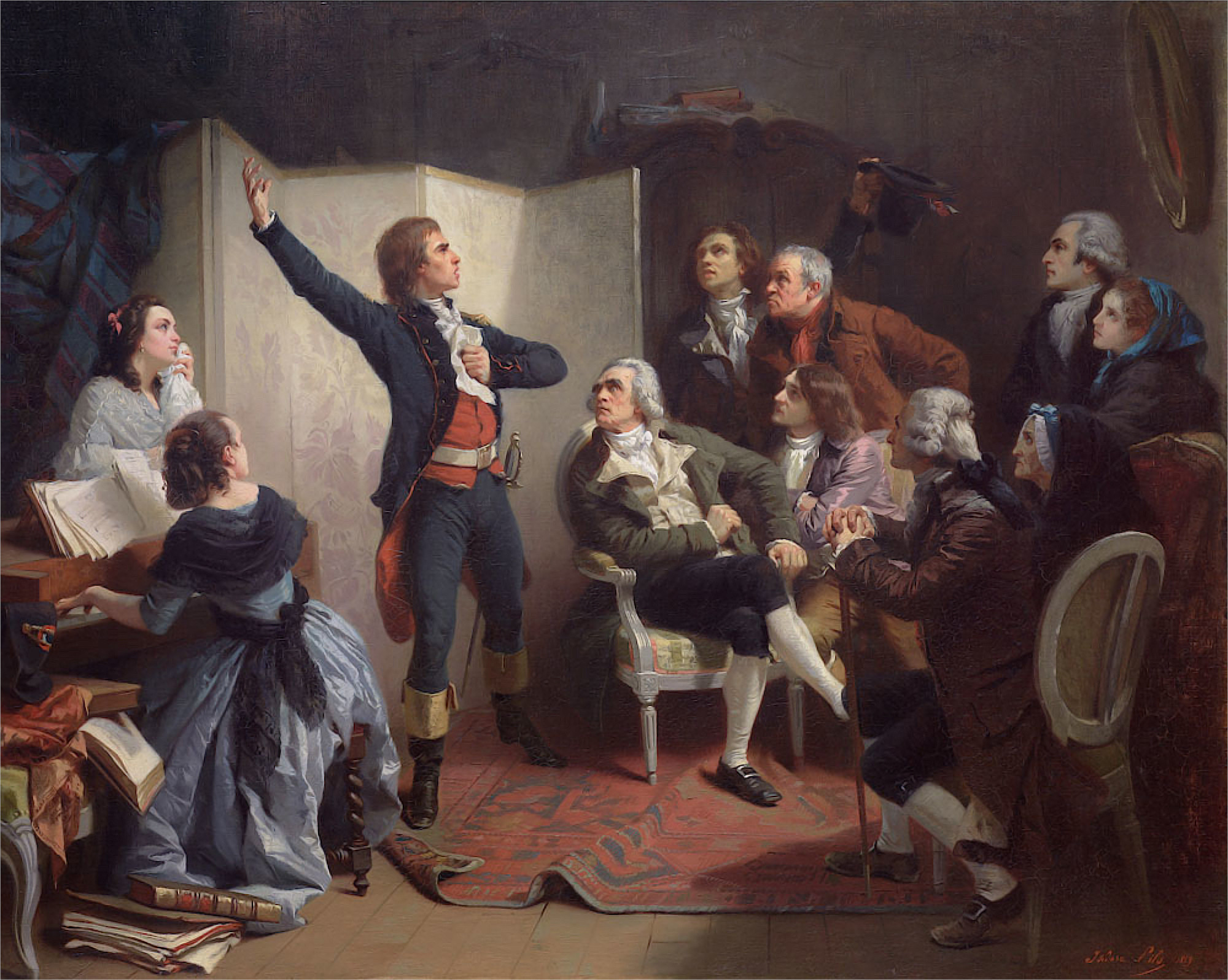
Rouget de Lisle, compositor de La Marsellesa, la canta por primera vez en 1792

"La Marsellesa" (Archivo de audio "la maʁsɛjɛːz" no encontrado</link> ) se convirtió en el himno nacional de Francia. La canción fue escrita y compuesta en 1792 por Claude Joseph Rouget de Lisle, y originalmente se tituló «Chant de guerre pour l'Armée du Rhin ». La Convención Nacional Francesa lo adoptó como himno de ña Primera República en 1795. Su apodo se debe a que la canción fue cantada en París por voluntarios de Marsella que marchaban hacia la capital.
La melodía y la letra evocadoras del himno han llevado a su uso generalizado como canción de revolución y a su incorporación a muchas piezas de música clásica y popular. Cerulo dice que «el diseño de "La Marsellesa" se atribuye al general Strasburg de Francia, quien se dice que ordenó a de Lisle, el compositor del himno, "producir uno de esos himnos que transmiten al alma del pueblo el entusiasmo que (la música) sugiere"». 

## Guillotina

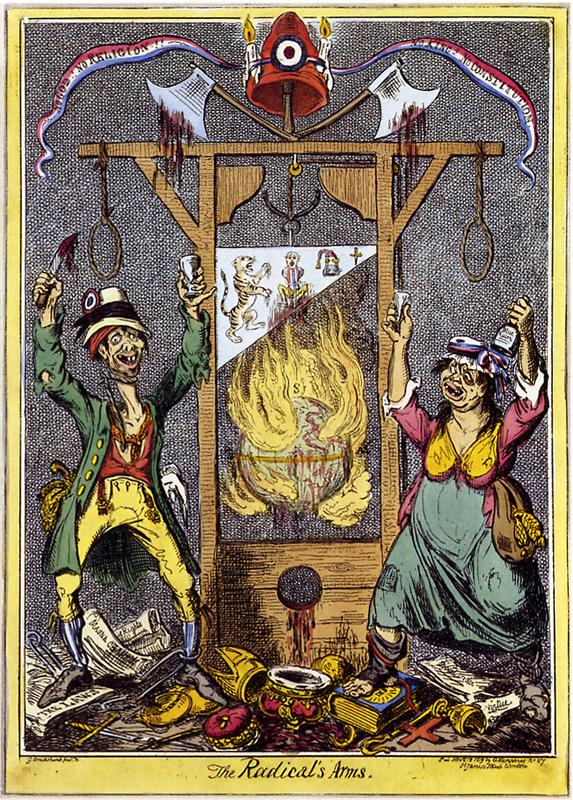
Como lo muestra esta caricatura británica de Isaac Cruikshank, la guillotina se convirtió en un símbolo despectivo del exceso violento durante el Terror. La cinta tricolor de la parte superior lleva la inscripción "¡Sin Dios! ¡Sin religión! ¡Sin rey! ¡Sin Constitución!". Debajo de la cinta y del gorro frigio con escarapela tricolor hay dos hachas ensangrentadas unidas a una guillotina cuya hoja está suspendida sobre un mundo en llamas. Un hombre demacrado y una mujer borracha vestidos con ropas andrajosas sirven como "partidarios" heráldicos, bailando alegremente sobre insignias reales y clericales desechadas.

Hanson señala: "La guillotina es el principal símbolo del Terror en la Revolución Francesa".  Inventada por un médico durante la Revolución como una forma de ejecución más rápida, más eficiente y más distintiva, la guillotina se convirtió en parte de la cultura popular y la memoria histórica. Fue celebrado por la izquierda como el vengador del pueblo y maldecido como el símbolo del Reino del Terror por la derecha.  Su funcionamiento se convirtió en un entretenimiento popular que atraía grandes multitudes de espectadores. Los vendedores vendían programas que enumeraban los nombres de las personas destinadas a morir. Mucha gente venía día tras día y competía por los mejores lugares para observar el evento; las mujeres tejedoras (tricoteuses) formaban un grupo de asistentes habituales e incondicionales que incitaban a la multitud. Los padres a menudo traían a sus hijos. Al final del Terror, las multitudes se habían reducido drásticamente. La repetición había hecho obsoleto incluso el más macabro de los entretenimientos, y el público se aburría. 
Lo que horroriza a la gente cambia con el tiempo. Doyle comenta:
Incluso el horror único de la guillotina ha sido eclipsado por las cámaras de gas del Holocausto, la brutalidad organizada del gulag, la intimidación masiva de la revolución cultural de Mao o los campos de exterminio de Camboya. 

## El volcán
La retórica violencia en la Revolución Francesa estuvo fuertemente influenciada por la tendencia a recurrir a los fenómenos del mundo natural para describir y explicar los cambios en la sociedad. En un mundo de rápidos cambios políticos y culturales, figuras prominentes de la Revolución utilizaron activamente ciertas herramientas lingüísticas para crear un lenguaje político que tuviera eco en el público. Muchos de ellos también estaban familiarizados con las áreas científicas en desarrollo de la historia natural, ya sea a través de un interés desarrollado o por la búsqueda de una carrera en las ciencias naturales. En consecuencia, las imágenes naturales se convirtieron en el medio para “imaginar y explicar la revolución”. 
De esta manera, la metáfora del volcán floreció en la imaginación revolucionaria. En un principio, el volcán simbolizaba «una fuerza desenfrenada y una destrucción que podía perjudicar tanto a Francia como a su favor».  Sin embargo, a medida que avanzaba la Revolución, también lo hacía la imagen del volcán y su importancia para el avance humano. De ser una fuente potencial de destrucción y catástrofe, el volcán más tarde simbolizó una "transformación revolucionaria constructiva" durante el Reinado del Terror . A medida que la situación política cambió nuevamente, la imagen del volcán finalmente regresó a su estatus de fuerza de poder implacable. Los cambiantes significados simbólicos del volcán en sí mismos presentan a la Revolución como una fuente de destrucción impredecible e inevitable que estaba más allá del control humano. 
Sin embargo, dada la animosidad del pueblo francés y su creciente insatisfacción política e inquietud, incluso la metáfora de un volcán abrasador palideció. Incluso las metáforas extraídas de la furiosa gloria de la naturaleza no lograron describir la ferocidad de una nación y su pueblo despreciados. Esta transformación metafórica se refleja en géneros de todo el espectro literario, incluido el nacimiento y la creciente popularidad de la novela como forma de expresión. 
Estas vívidas comparaciones entre la transformación social y la catástrofe natural no eran infrecuentes. Veinte años antes de la Asamblea de Notables de 1787, el filósofo político Jean Jacques Rousseau enfatizó la actividad sísmica, como los temblores volcánicos, las explosiones y las oleadas piroclásticas, como una fuerza clave detrás de la propagación de la civilización humana temprana. Según su Segundo Discurso, los desastres naturales no sólo acercaron a las comunidades, fortaleciendo sus lazos de cooperación, sino que también permitieron que dichas comunidades presenciaran el poder de la combustión como recurso esencial para la eventual producción de herramientas de trabajo.  La visión optimista de Rousseau del cambio naturalizado, de la agitación como etapa generativa y progresiva en el ciclo de vida del gobierno, es compartida, pero reflejada en la prensa radical británica. No está claro cuándo la imagen del volcán quedó codificada como sello de la amenaza revolucionaria francesa, pero se pueden rastrear múltiples citas a través de periódicos publicados entre 1788 y 1830. En su Weekly Political Register, el parlamentario William Cobbett advierte contra «la lava ardiente de la Revolución Francesa» y deplora el día en que «nuestro poder (británico sea) paralizado por tal convulsión de la naturaleza». 